# Szaja Kozłowski

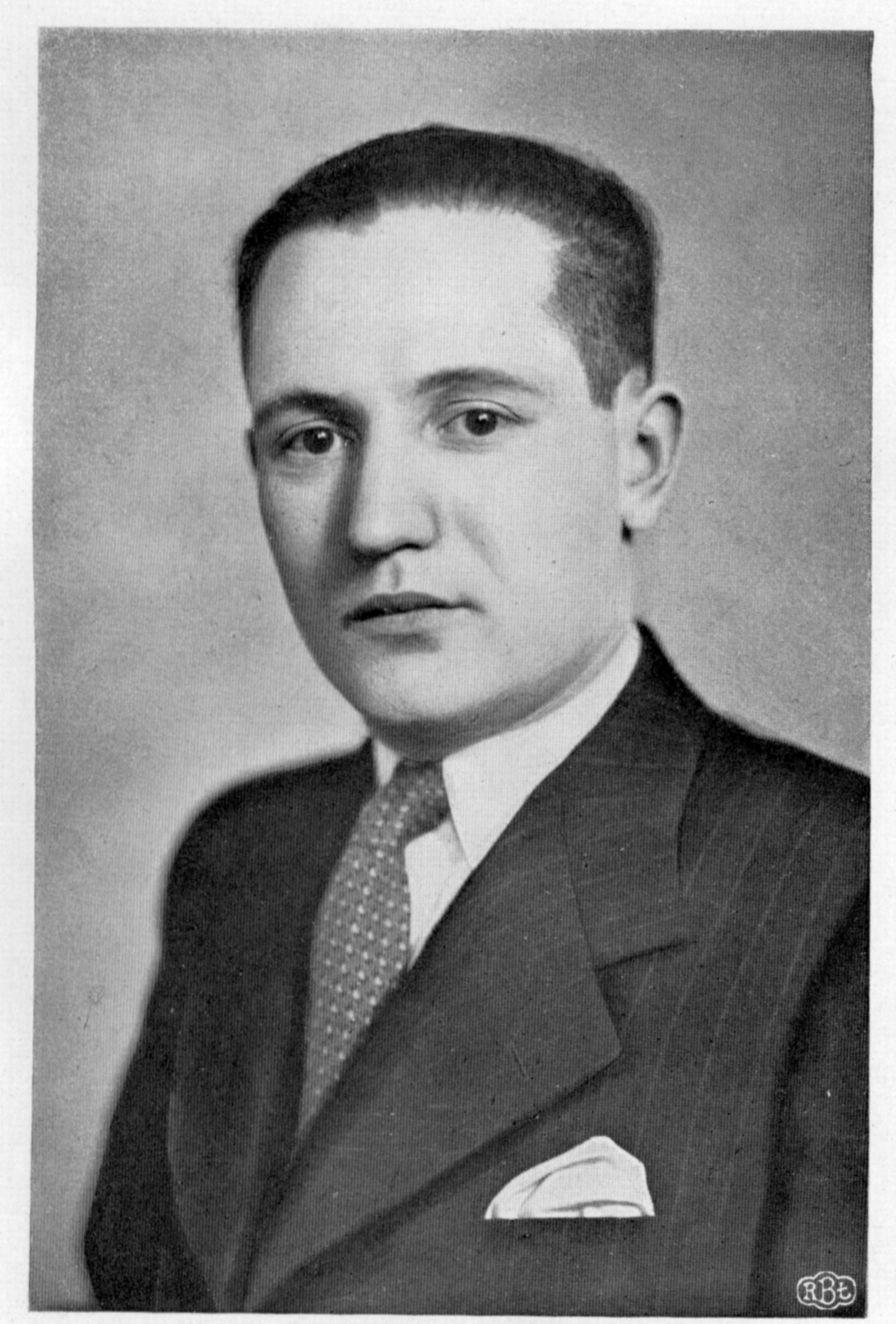
Szaja Kozłowski (ca. 1939)

Szaja Kozłowski (* 1910; † 1943) war ein polnischer Studienkomponist und begabter Schachspieler.

## Leben
Exakte Lebensdaten sind von Szaja Kozłowski nicht bekannt, Czerniak kannte ihn jedoch sehr gut. Kozłowski kam während der Nazi-Okkupation Polens 1943 im Łódźer Ghetto um.

## Turnierschach
Kozłowski war mehrfacher Teilnehmer des Finales der Łódźer Stadtmeisterschaft, erreichte aber nicht die ganz großen Erfolge.
Zwei seiner Partien wurden in einem Buch publiziert.

## Schachkomposition
In der Schachkomposition erzielte Kozłowski wesentlich bessere Resultate. Er spezialisierte sich auf Studien. In einem speziellen Anhang an das Turnierbuch zum 35-jährigen Bestehen der Łódźer Schachvereinigung wurden 12 seiner Studien reproduziert. Knapp 30 Studien von ihm sind bekannt.
Grzegorz Grzeban schrieb 1956 in Szachy, Nr. 2 einen Artikel zum Kozłowski-Thema, in dem es wahrscheinlich um die zeitweilige Unterbrechung der Verbindung beider Türme geht.
Im Sommer 1967 verbrachte Włodzimierz Proskurowski viele Stunden in der Warschauer Nationalbibliothek, sah tausende Seiten der Zeitung Głos Poranny und anderen Materials der dreißiger Jahre durch und konnte so neun vollkommen vergessene Studien Szaja Kozłowskis wiederentdecken. Dieses Ergebnis veröffentlichte er 1968 in Szachy, Nr. 5, 6 und 7.
Teilweise reproduziert wurde dies in eg. vol. II, Nr. 18, 1969, S. 42–47.
|   | a | b | c | d | e | f | g | h |   |
| 8 |   |   |   |   |   |   |   |   | 8 |
| 7 |   |   |   |   |   |   |   |   | 7 |
| 6 |   |   |   |   |   |   |   |   | 6 |
| 5 |   |   |   |   |   |   |   |   | 5 |
| 4 |   |   |   |   |   |   |   |   | 4 |
| 3 |   |   |   |   |   |   |   |   | 3 |
| 2 |   |   |   |   |   |   |   |   | 2 |
| 1 |   |   |   |   |   |   |   |   | 1 |
|   | a | b | c | d | e | f | g | h |   |

Lösung:

1. Tg7+! Kxh8

2. Th7+ Kg8

3. g7! gewinnt
Ein Versuch, die Studie mit dem Zug 1. g7? als nebenlösig nachzuweisen, wurde von Walter Veitch analytisch widerlegt.
Siehe auch Zwilling van der Heijdens zu dieser Studie